# Richard Solomon
Richard Solomon III (ur. 18 czerwca 1992 w Inglewood) – amerykański koszykarz, występujący na pozycji środkowego, obecnie zawodnik Oklahoma City Blue.
Przez lata brał udział w rozgrywkach letniej ligi NBA. Reprezentował Oklahoma City Thunder (2015, 2016), Phoenix Suns (2016), Atlantę Hawks (2017).
14 lutego 2019 podpisał 10-dniowa umowę z Oklahoma City Thunder. Po jej wygaśnięciu powrócił do Oklahoma City Blue, nie rozgrywając w barwach Thunder ani jednego spotkania.

## Osiągnięcia
Stan na 15 lutego 2019, na podstawie, o ile nie zaznaczono inaczej.
NCAA
- Uczestnik turnieju NCAA (2012, 2013)
- Zaliczony do składu honorable mention All-Pac-12 (2014)
- Lider Pac 12 w średniej zbiórek (10,2 – 2014)[5]

Reprezentacja
- Uczestnik kwalifikacji do mistrzostw świata (2017)